# Vinterlav
Vinterlav (Arctoparmelia centrifuga) är en gulgrönaktig lav som växer på klippor och stenblock. Laven kännetecknas av sin cirkelformade bål som ger karaktär åt de klippor eller stenblock som laven växer på. Cirkelformen kommer av att bålen växer till utåt från kanten medan äldre inre delar av bålen dör. Den här egenskapen, att tillväxten sker i bålens kant samtidigt som bålens centrala delar dör, är orsaken till att vinterlaven ibland skämtsamt kallas för "ryska riket". Lavens vetenskapliga artepitet centrifuga kommer av centrifugus och dess betydelse är ungefär "som flyr från centrum".

## Beskrivning
Vinterlaven är en bladlav, det vill säga har en flikig bål. Laven är ganska hårt fästad vid sitt underlag och växer tätt mot detta.
Bålen är cirkelformad och växer till utåt från kanten medan äldre inre delar av bålen dör. Diametern på cirkeln kan efterhand nå upp mot 30 centimeter. Ny tillväxt kan ske från centrum och flera koncentriska cirklar bildas. Vinterlavens lober, bålens flikar, är gulgröna på ovansidan och cirka 2 millimeter breda. Innanför den yttre delen av bålen som är tillväxtzonen finns ofta rödbruna apothecier (fruktkroppar). Äldre döda eller döende inre delar av bålen svartnar.

## Utbredning
Vinterlaven har en cirkumpolär utbredning. I Sverige är den allmän i de norra delarna av landet. Längre söderut är förekomsten mer sparsam.

## Ekologi
Vinterlaven är en stenlav och växer på klippor och stenblock. Laven är kalkskyende, det vill säga laven undviker underlag som är kalkhaltiga.